# Thornfalcon
Thornfalcon is een civil parish in het bestuurlijke gebied Somerset West and Taunton, in het Engelse graafschap Somerset met 119 inwoners.